# Аароново благословение
Ааро́ново благослове́ние (ивр. ברכת כהנים‎, биркат коханим — «благословение священников», נשיאת כפים‎, несиат капаим — «вознесение ладоней», идиш דוכן‎, духан) — библейское священническое трёхкратное благословение. Является одной из 613 заповедей Торы только для еврейских священников. При возведении скинии первосвященнику Аарону и его сыновьям-священникам было указано благословлять Израильский народ.

## Текст
В Талмуде постановлено произносить благословение священников исключительно на библейском еврейском языке (Сота 38 а). Текст на еврейском языке построен в виде треугольника, по формуле «от меньшего к большему» и «сверху вниз», символизируя собой благословение от Бога в противоположность проклятию, записывавшегося в виде перевёрнутого треугольника (Псахим 112 а, см. абракадабра). Первый стих состоит из 3 слов и 15 букв, второй — из 5 слов и 20 букв, третий — из 7 слов и 25 букв (3-5-7, 15-20-25), в которых просматривается последовательность увеличения благословения Божиего имени (יהוה‬) при произнесении священниками каждого последующего стиха. Аароново благословение тесно взаимосвязано с 66-м псалмом.

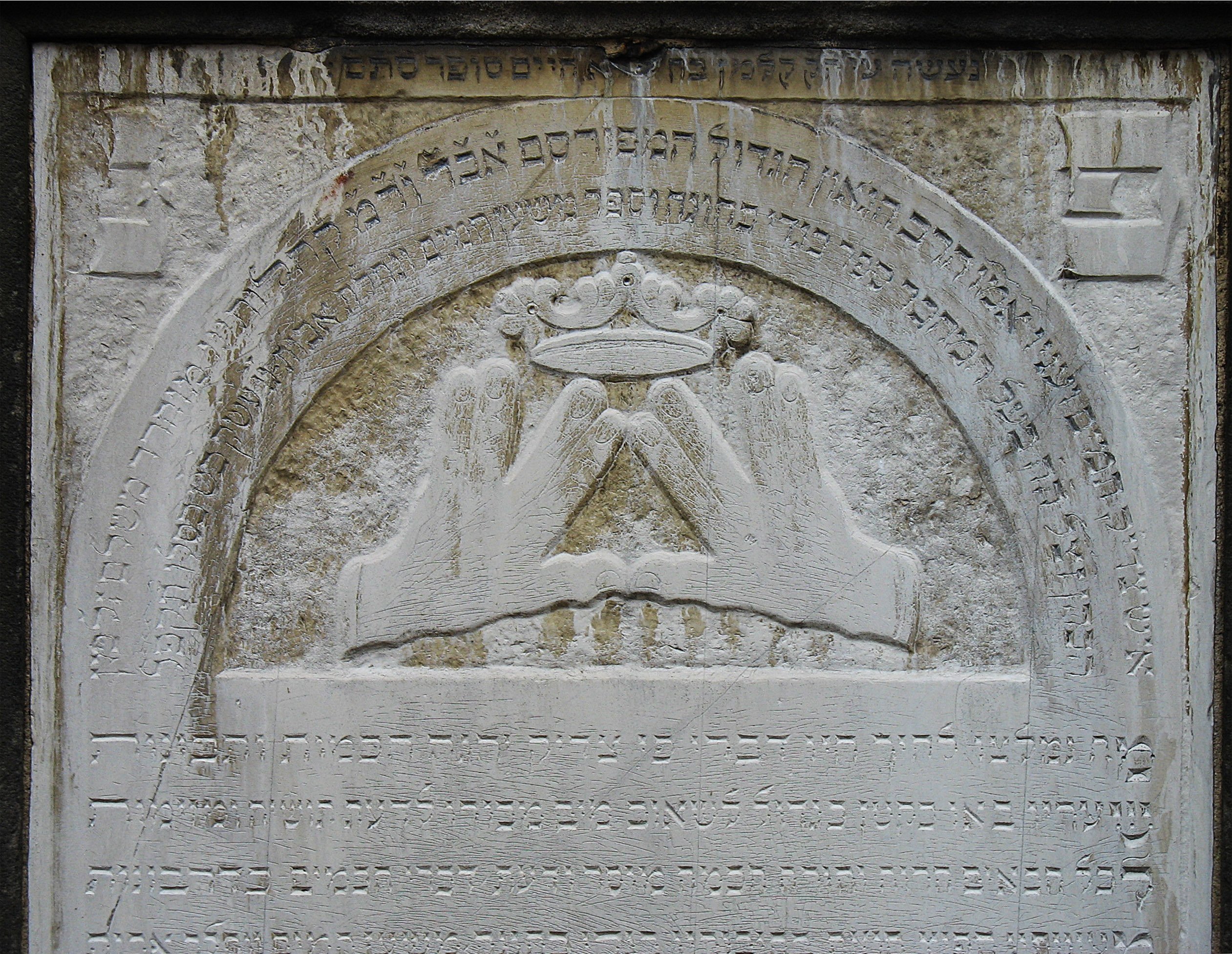
Треугольная форма, похожая на текст Ааронова благословения, образованная руками священника.
Могильная плита кохена, Фюрт (Бавария)

И сказал Господь Моисею, говоря: скажи Аарону и сынам его: так благословляйте сынов Израилевых, говоря им:

да благословит тебя Господь и сохранит тебя!

да призрит на тебя Господь светлым лицем Своим и помилует тебя!

да обратит Господь лице Свое на тебя и даст тебе мир!

Так пусть призывают имя Мое на сынов Израилевых, и Я [Господь] благословлю их.
— Чис. 6:22—27

## Порядок

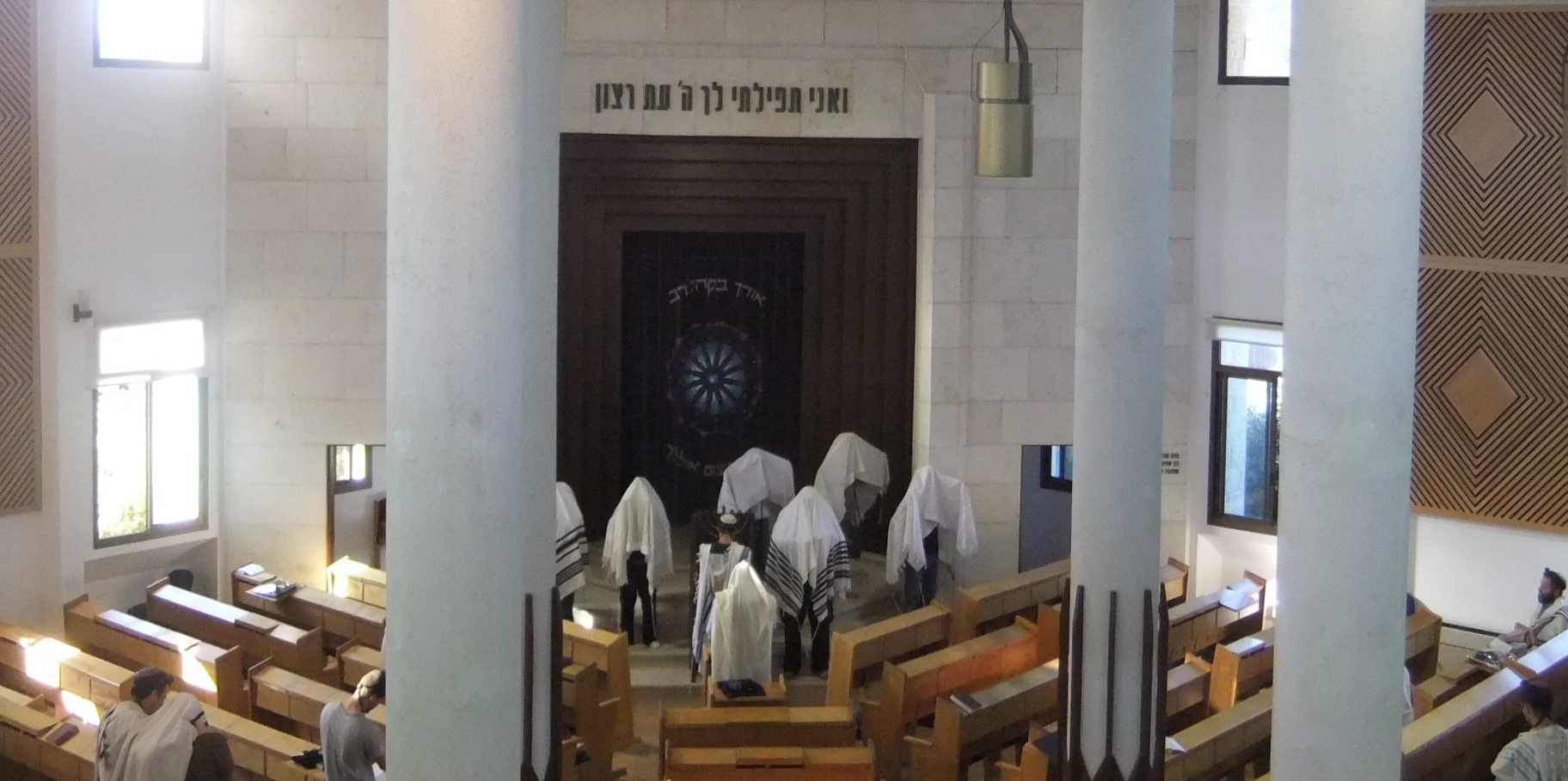
В настоящее время кохены, накрывшись талитом, благословляют библейским тройным благословением молящихся евреев в шахарит в синагоге

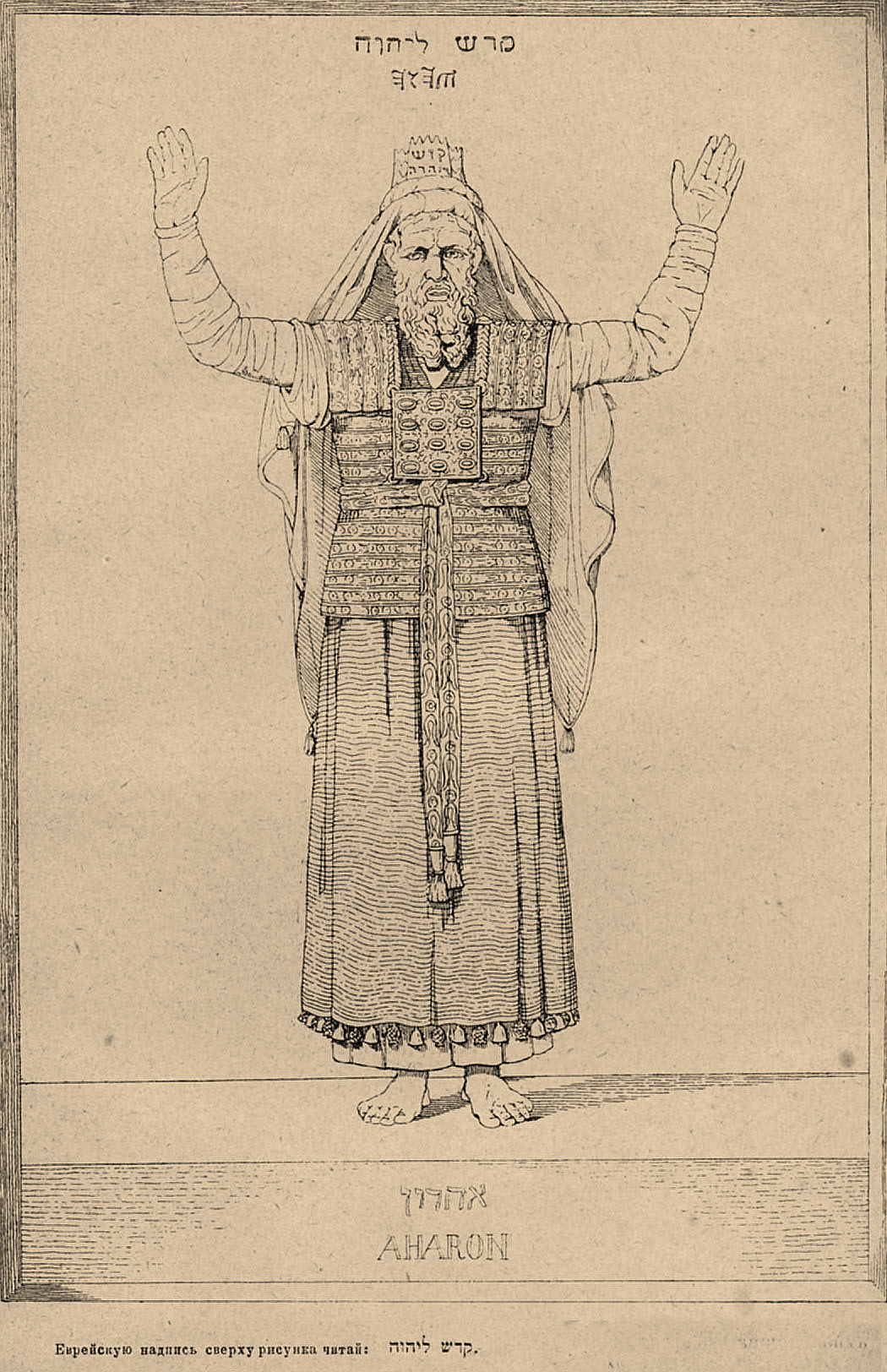
Реконструкция предположительной позы Аарона при библейском благословении, рисунок из Еврейской энциклопедии Брокгауза и Эфрона

Сегодня священники произносят благословение в синагоге только при наличии общины во время шахарит, мусаф, неила. Во время молитвы священники стоят спиной к общине с зажатыми в кулаки руками. Перед произнесением благословения священники разуваются и стоят босыми, разворачиваются лицом к общине обязательно через правое плечо, выпрямляют пальцы рук, поднимают руки до уровня плеч, растопыривают пальцы рук. Ведущий молитву говорит священникам слово из благословения и они повторяют, а община после каждого из трёх благословений отвечает «аминем». Потом священники отворачиваются от общины обязательно через правое плечо и сжимают пальцы в кулаки.
В Храме же порядок был несколько иным — только после утреннего жертвоприношения раз в день священники поднимались на возвышение. В Храме священники поднимали ладони выше своих голов (первосвященник поднимал ладони не выше своей короны). Левит говорил слово благословения, священники повторяли слово за словом. Простые евреи отвечали «аминем» после каждого благословения. По завершении слушающие отвечали благословением «Благословен Господь, Бог Израиля, от века и до века».

## Богослужебное использование в авраамических религиях
Иудаизм
В Храме это благословение произносили священники ежедневно после утренней жертвы; при этом на них нельзя было смотреть. Сохраняют в традиционном иудейском богослужении. В диаспоре у ашкеназов благословение священников произносят только по праздникам, сефарды произносят благословение ежедневно. Кантор читает слова, а священники повторяют за ним, при этом священники покрыты талитом, чтобы предстоящие евреи не видели их лиц. В шаббат существует традиция произносить благословение священников над своими детьми.
Православие
В византийском обряде Ааронову благословению соответствует главопреклонная молитва, завершающая все службы, которая всегда предваряется преподанием мира («Мир всем»). Большинство восточных литургий также содержат главопреклонную молитву после анафоры. Главопреклонная молитва вошла в чин литургии в IV веке, первоначально она служила отпустом тех христиан, кто по тем или иным причинам не причащался. Позже стала молитвой перед Причащением, что повлияло и на её текст, трёхкратность благословения соотносят с призыванием Троицы.
Католицизм
Аароново благословение целиком входит в богослужение испано-мосарабского обряда, которое произносится в качестве обычного благословения перед Причащением. Аароново благословение употреблялось и в римском обряде в Сакраментарии Геласия, в котором предписано читать его среди заключительных благословений мессы.
Протестантизм
В лютеранстве Аароново благословение обычно произносят в конце богослужений (см. формула мессы).
| Греческий текст | Латинский перевод | Церковнославянский перевод |
| --- | --- | --- |
| ευλογησαι σε κυριος και φυλαξαι σε επιφαναι κυριος το προσωπον αυτου επι σε και ελεησαι σε επαραι κυριος το προσωπον αυτου επι σε και δωη σοι ειρηνην | benedicat tibi dominus et custodiat te ostendat dominus faciem suam tibi et misereatur tui convertat dominus vultum suum ad te et det tibi pacem | да благословитъ тя господь и сохранитъ тя да просвѣтитъ господь лице свое на тя и помилуетъ тя да воздвигнетъ господь лице свое на тя и дастъ ти миръ |